# Camel (grup de música)
Camel és un conjunt anglès de rock progressiu format l'any 1971. Liderat pel seu membre fundador, Andrew Latimer, han editat 14 discos en estudi, 14 singles, i nombroses recopilacions o discos en directe. Mikael Åkerfeldt de la formació Opeth ha citat Camel com a influència de la cançó "Hessian Peel".

## Anys 1970
Andrew Latimer (guitarra), Andy Ward (bateria) i Doug Ferguson (baix) havien estat tocant en un trio anomenat The Brew per la zona de Guildford (Surrey). El 20 de febrer de 1971 tenen una prova per ser la formació d'acompanyament de cantautor Phillip Goodhand-Tait i editen un àlbum amb ell a l'Agost de 1971 anomenat "I Think I'll Write a Song" (DJM Records). Aquest seria el primer i el darrer disc amb Goodhand-Tait. Aleshores recluten Peter Bardens (teclats) i després d'un concert inicial per a complir amb un compromís de Bardens a Belfast (Irlanda del Nord) sota el nom de Peter Bardens' On, es canvien el nom per Camel. El seu primer concert va ser el 4 de desembre de 1971 al Waltham Forest Technical College de Londres, telonejant a Wishbone Ash.
L'agost de 1972 Camel signa amb MCA Records i editen el seu primer disc, l'homònim Camel, sis mesos després. El disc no és un èxit, i la formació es transfereix a Deram Records, una divisió de Decca Records.
El 1974 editen el seu segon àlbum; el molt aclamat per la crítica Mirage, on Latimer demostra també ser un virtuós amb la flauta. Malgrat caure de les llistes d'èxits a Anglaterra, obtenen un cert èxit a la costa Oest nord-americana, fet que els va permetre fer-hi una petita gira de tres mesos.
El 1975 editen un àlbum conceptual, instrumental i orquestrat anomenat The Snow Goose. Aquest treball, inspirat en un conte curt de Paul Gallico ("The Snow Goose: A Story of Dunkirk"), permet a la formació assolir un cert èxit i rebre l'atenció de crítica i públic, no sense dificultats, ja que reben una demanda del mateix Gallico. Diferents llocs web – molts dels quals semblen haver copiat la informació directament d'una versió antiga d'aquest article - assenyalen erròniament que la raó per la demanda va ser que Gallico "detestava el tabac" i donat que la formació semblava estar relacionada amb la marca Camel (l'art de la portada del disc Mirage és, de fet, com un miratge de la imatge d'un paquet de tabat d'aquesta marca). En realitat, Gallico es descrivia a si mateix com a "un adicte al vici en totes les seves pitjors formes" i la demanda fou deguda a un tema d'incumpliment de copyright pel nom de l'obra. En futures edicions Camel va acordar afegir el 'Music inspired by...' a la portada del disc i eliminar notes del conte de la contraportada. L'èxit del treball va permetre un prestigiós concert al Royal Albert Hall londinenc amb la London Symphony Orchestra al 17 d'octubre de 1975, i amb totes les entrades vengudes.
El quart àlbum, Moonmadness, editat el 1976, continua amb l'èxit del conjunt però significa el darrer amb la formació original. Mel Collins (saxo i flauta) s'incorpora al grup per la gira, començant així una col·laboració de 8 anys. Andy Ward va pressionar per a una direcció musical de la formació més enfocada cap al jazz, i això va provocar que en Doug Ferguson deixés la formació a principis de 1977. Ferguson és actualment un promotor immobiliari.
Tant l'Snow Goose com el Moonmadness van obtenir el Disc de Plata de la BPI.
Richard Sinclair (anteriorment a Caravan) reemplaça a Ferguson i Mel Collins s'incorpora com a membre oficial. Amb aquesta formació editen el 1977 Rain Dances i el 1978 Breathless. Aquest és el darrer àlbum amb Bardens, que anuncia la seva sortida per a després de la gira, i fou reemplaçat per dos teclistes: Dave Sinclair (cosí d'en Richard) i Jan Schelhaas (tots dos a també de Caravan). Els cosins Sinclair deixen la formació després de la gira, i els substitueixen Kit Watkins i Colin Bass. Collins també deixa la formació com a membre oficial.
Després de tots aquests canvis de formació, la formació grava el 1979 un treball més comercial, I Can See Your House from Here, un àlbum amb una portada un pèl polèmica, ja que mostra un astronauta crucificat mirant cap a la Terra. És el treball més variat de la formació fins a la data, que va des del ràpid ritme de Wait, passant per l'exuberant orquestració de Who We Are o Survival, o la seqüenciació electrònica de Remote Romance, fins a la conclusió instrumental amb Ice, mostrant la part més emocional de la guitarra d'en Latimer.

## Anys 1980
Camel torna a la fórmula de l'àlbum conceptual amb el seu següent treball, Nude, editat l'any 1980, i basat en la història verídica protagonitzada per Hiroo Onoda, un soldat japonès trobat en una illa molts anys després d'haver finalitzat la Segona Guerra Mundial, sense que se n'hagués assabentat. Duncan Mackay es va encarregar de la majoria de teclats en lloc de Watkins i Schelhaas, que estaven enfeinats en altres projectes, tot i que van tornar per la consegüent gira. Aquest és el primer treball on s'acredita com a lletrista a Susan Hoover, futura dona d'en Latimer, tot i que ja havia contribuït de forma anònima amb la formació a l'anterior disc. A mitjans de 1981, Ward deixa de tocar la bateria a causa del seu alcoholisme i l'addicció a les drogues, i Camel es desfà. Anys després es va saber que Andy Ward s'havia intentat suïcidar.
Sense formació però amb un contracte per complir i la pressió de Decca per a una cançó d'èxit, Latimer s'uneix amb un seguit de músics d'estudi, inclosos David Paton, Chris Rainbow i Anthony Phillips als estudis d'Abbey Road a principis de 1982. El resultat és un àlbum anomenat irònicament The Single Factor, que tot i estar molt lluny del so progressiu inicial de la formació, esgarrapa les parts més baixes de les llistes permetent així una exitosa gira pel desè aniversari de la formació, comptant amb Paton, Rainbow, Watkins, Stuart Tosh (bateria) i Andy Dalby (guitarra) acompanyant a Latimer. Aleshores va començar una disputa legal pels royalties amb el seu antic mànager, que va trigar uns 5 anys a resoldre's.
El 1984, Ton Scherpenzeel (de la formació holandesa de rock progressiu Kayak) entra a formar part de grup com a nou teclista juntament amb el bateria Paul Burgess, i editen Stationary Traveller. Bass retorna a la formació per ocupar el lloc de baixista a la gira, que també inclou a Rainbow fent cors, algunes veus principals i teclats. Per als concerts al Hammersmith Odeon que foren filmats, s'afegeix un altre teclista, Richie Close (que moriria pocs anys després a causa de legionel·losi), i els membres originals Peter Bardens i Mel Collins fan alguna aparició.
Amb l'edició a finals de 1984 del consegüent disc en directe, Pressure Points, acaba el contracte amb Decca. Com cap discogràfica britànica s'interessa per la formació, Camel desapareix de l'escena musical i Latimer decideix traslladar-se a Califòrnia quan un dels plets pendents acaba a favor seu.

## Anys 1990
Després d'una pausa de set anys, Latimer reviu el nom de Camel editant un nou disc el 1991, Dust and Dreams. Part d'aquest disc s'havia ja gravat a principis de 1988, abans que Latimer marxés cap als Estats Units, i comptava amb la participació dels membres que conformaven el conjunt en aquells temps (Bass, Burgess, Scherpenzeel), a part d'un llarg nombre de músics addicionals. L'àlbum tenia moltes parts instrumentals i estava inspirat en la novel·la El raïm de la ira de John Steinbeck. Aquest disc es va editar sota el segell Camel Productions, propietat del mateix Latimer, i mentre que segons alguns va ser un retorn triomfal a les seves arrels progressives, per altres va ser un esforç decebedorament mediocre.
Per culpa de la por a volar, Scherpenzeel no va poder acompanyar la formació durant la gira. D'aquesta manera, Mickey Simmonds (teclista que havia treballat amb Mike Oldfield i amb Fish) es va unir a Latimer, Bass i Burgess el 1992 per la gira mundial de retorn de la qual, el 1993, en sortiria Never Let Go, un doble CD en directe gravat als Països Baixos. El 1994, els membres originals Bardens i Ward formen Mirage amb membres de Caravan. Tot i que van fer una petita gira per Europa incloent diversos temes de Camel en el repertori, ràpidament va donar pas a una nova formació liderada per Bardens però sense músics ni de Camel ni de Caravan.
El 1996 Camel edita Harbour of Tears, escrit per Hoover i Latimer, i inspirat en la mort del pare d'aquest. El títol del disc fa referència al port de "Cobh" (pronunciat 'cove') d'Irlanda des d'on molts van partir cap als Estats Units durant la Gran fam irlandesa.
Ja el 1997, Camel torna a fer una gira per la costa Oest americana, el Japó i Europa (tal com havien fet el 1992) amb una formació consistent en Latimer, Bass, un nou bateria Dave Stewart, amb el suport de Foss Patterson als teclats. D'aquesta gira en va sortir el doble CD i DVD en directe Coming of Age.
El 1999 Latimer, Stewart, Bass i Scherpenzeel, graven Rajaz. Situada a l'antiguitat, Rajaz resulta ser una composició espontània inspirada pel ritme de les pases dels camells que ajuden als viatgers a arribar a la seva destinació. Latimer es va deixar seduir pel tema, i aquest àlbum va suposar realment una tornada a les arrels més progressives de la formació.

## Anys 2000
Abans de la següent gira Stewart deixa la formació quan li ofereixen gestionar una botiga de bateries a Escòcia, i és reemplaçat pel franco-canadenc Denis Clement. De la mateixa manera, Scherpenzeel marxa i el substitueix Guy LeBlanc. Així, doncs, Latimer, Bass, LeBlanc i Clement fan una gira per Sud-amèrica el 2001.
El 2002 el quartet edita A Nod and a Wink, un àlbum suau i reflexiu, on predomina la flauta d'en Latimer. Aquest disc es va dedicar a la memòria de Peter Bardens, mort al gener de 2002.
Després d'algunes gires problemàtiques, Camel Productions anuncia el 2003 la "Farewell Tour" (gira de comiat) de Camel. Guy LeBlanc ha de deixar el grup poc abans de començar-la a causa de la malaltia de la seva dona, i és reemplaçat per Tom Brislin (per la part dels Estats Units) i per Ton Scherpenzeel (que viatja en tren per la part europea). La part americana de la gira va tenir un dels punts àlgids quan van encapçalar el cartell del NEARfest, un dels festivals de rock progressiu més prestigiosos del món.
Latimer comença a treballar en versions acústiques de material antic de Camel, però el projecte no prospera. I el 2006, Latimer accepta la invitació per a fer una prova com a guitarrista i cantant en una gira de Roger Waters, a la posició que habitualment ocupa Dave Kilminster.
A l'octubre del 2006 Latimer torna definitivament a Anglaterra amb la intenció de gravar i editar nou material de Camel i completar un projecte inicial el 2003 amb Andy Ward and Doug Ferguson.
Al maig del 2007, Susan Hoover anuncia a la plana web de Camel Productions que Andrew Latimer ha estat patint de policitèmia vera des del 1992, i que ha evolucionat cap a una mielofibrosi. Aquesta és en part una de les raons pel que Camel abandona les gires. Latimer se sotmet a tractaments de quimioteràpia i a un trasplantament de medul·la òssia al novembre del 2007. Tot i respondre bé, pateix de fatiga i cicles de dolor sever a les articulacions. Al setembre del 2008, Susan comunica via newsletter, que Latimer 'està recuperant gradualment la força i que està adoptant una actitud positiva de cara al fet que Camel pugui fer eventualment alguna petita gira i pugui editar material nou en estudi.

## Anys 2010
La recuperació de Latimer va progressant i col·labora posant solos de guitarra i veus a l'àlbum de David Minasian Random Acts of Beauty (Agost 2010). Al setembre del 2010, Camel Productions anuncia que Latimer i Denis Clement han començat a escriure material per a un nou disc de Camel.
Camel Productions anuncia al gener de 2013 la possibilitat de la gira 'Retirement Sucks Tour' per al setembre/octubre d'aquell mateix any, i al març es confirma amb l'anunci d'un concert al Barbican Arts Centre, de Londres pel 28 d'octubre, on Camel interpretaria íntegrament The Snow Goose per primera vegada des del concert de 1975 al Royal Albert Hall (tot i que de veritat, la darrera vegada en fer-ho va ser al Reading Town Hall el 18 de desembre de 1975). Més tard s'afegeixen més dates a la gira per tocar a Harrogate (19 d'oct), Wolverhampton (20), Manchester (21), Salisbury (22), Limburg, Bèlgica (24), Groningen, Holanda (25), Amsterdam (26) i tres dates més a Alemanya, Bochum (30), Mannheim (31), Fulda (1 de nov). La majoria dels concerts (inclosos tots els del Regne Unit) van vendre totes les entrades.
A més dels espectacles, la formació edita una nova versió ampliada i regrabada de The Snow Goose el 4 de novembre del 2013.
Poc després de la gira del 2013, Camel anuncia 14 noves dates per a març del 2014, incloent-hi concerts a Holanda Bèlgica, Alemanya, Regne Unit, Portugal, Espanya, Catalunya i Itàlia. Al febrer del 2014, Guy LeBlanc anuncia que no podrà prendre part de la gira a causa d'una malaltia, i és substituït per Ton Scherpenzeel. Guy LeBlanc mor el 27 d'abril de 2015 a causa d'un càncer de ronyó.

## Discografia
Àlbums d'estudi
- Camel (1973)
- Mirage (1974) (US Billboard No.149; 13 setmanes a les llistes)
- The Snow Goose (1975) (UK No.22; 13 setmanes a les llistes); Disc de plata
- Moonmadness (1976) (UK No.15; 6 setmanes a les llistes); Disc de plata
- Rain Dances (1977) (UK No.20; 8 setmanes a les llistes; US Billboard No. 136)
- Breathless (1978) (UK No.26; 1 setmana a les llistes; US Billboard No. 134)
- I Can See Your House from Here (1979) (UK No.45; 3 setmanes a les llistes; US Billboard No. 208)
- Nude (1981) (UK No.34; 7 setmanes a les llistes)
- The Single Factor (1982) (UK No.57; 5 setmanes a les llistes)
- Stationary Traveller (1984) (UK No.57; 4 setmanes a les llistes)
- Dust and Dreams (1991)
- Harbour of Tears (1996)
- Rajaz (1999)
- A Nod and a Wink[25] (2002)
- The Snow Goose (2013) edició estesa regrabada de l'àmbum de 1975[22]

En directe
- Greasy Truckers Live at Dingwalls Dance Hall (1974) (Camel + Diversos artistes. Inclou una versió del 'God of Light Revisited' de Camel de 19 minuts)
- A Live Record (1978) (directe, diverses actuacions 1974, 1975, 1977)
- Pressure Points: Live in Concert (1984) (directe de l'11 de maig de 1984, al Hammersmith Odeon, Londres, RU)
- On the Road 1972 (1992) (directe no especificat')
- Never Let Go (1993) (directe del 5 de setembre de 1992, Enschede, Holanda)
- On the Road 1982 (1994) (directe, ràdio holandesa, 13 de juny de 1982, Congresgebouw, Den Haag, Holanda)
- On the Road 1981 (1997) (directe, BBC radio, 2 d'abril de 1981, Hammersmith Odeon, Londres, RU)
- Coming of Age (1998) (directe, 13 de març de 1997, Billboard, Los Angeles, EUA)
- Gods of Light '73-'75 (2000) (directe, diverses actuacions)
- The Paris Collection (2001) (directe, 30 de setembre del 2000, Bataclan-Club, París, França). Nota: el CD erròniament diu que el concert és del 30 d'Octubre.

Recopilatoris
- Chameleon - The Best Of Camel (1981)
- The Collection (1985)
- A Compact Compilation (1986)
- Landscapes (1991)
- Echoes: The Retrospective (1993)
- Camel – Master Series (25th Anniversary Compilation) (1997)
- Lunar Sea (2001)
- Rainbow's End: An Anthology 1973-1985 (2010)

Singles
- "Never Let Go"/ "Curiosity" (1973)
- "Flight of the Snow Goose" / "Rhayader" (1975)
- "The Snow Goose" / "Freefall" (1975)
- "Another Night" / "Lunar Sea" (Live) (1976)
- "Highways of the Sun" / "Tell Me" (1977)
- "Breathless (Sin Respiracion)" / "Rainbows End" (1978) (Espanyol)
- "Your Love is Stranger Then Mine" / "Neon Magic" (1979)
- "Remote Romance" / "Rainbows End" / "Tell Me" (1979)
- "Lies" / "Changing Places" (1981) (Holandès)
- "No Easy Answer" / "Heroes" (1982) (Canadenc)
- "Selva" (Holandès) (1982)
- "Long Goodbyes" / "Metrognome" (1984) (Alemany)
- "Cloak And Dagger Man" / "Pressure Points" (1984)
- "Berlin Occidental" (1984) (West Berlin) Versió Stereo / Versió Mono (Mexicà)

DVDs
- Coming Of Age (2002) (directe, 13 de març de 1997, Billboard, Los Angeles, EUA)
- Pressure Points (2003) (directe, 11 de maig de 1984, Hammersmith Odeon, Londres, RU)
- Curriculum Vitae (2003)
- Footage (2004)
- Footage II (2005)
- Total Pressure (2007) (versió íntegra del concert Pressure Points)
- Moondances (2007) (directe, 14 d'abril de 1976, Hammersmith Odeon, Londres, RU i 22 de setembre de 1977, Hippodrome, Golders Green, Londres, RU)
- The Opening Farewell (2010) (directe, 26 de juny de 2003, The Catalyst, Santa Cruz, EUA)
- In From The Cold (2014) (directe, 28 d'octubre de 2013, Barbican Centre, Londres, RU)